# Stützengrün
Stützengrün è un comune di 3.673 abitanti della Sassonia, in Germania.
Appartiene al circondario dei Monti Metalliferi (targa ERZ).